# 김용중
김용중(金龍中, 1898년 ~ 1975년)은 재미 한국인으로 한국의 독립운동가, 통일운동가, 민주화운동가이자 언론인이다.

## 생애
1898년 전라북도 금산(錦山)에서 출생하여 지난날 한때 충청남도 논산과 전라북도 전주와 전라남도 제주를 거쳐 전라남도 목포에서 잠시 유아기를 보낸 적이 있고 훗날 일찍이 미국으로 이민한 그는 '학문 연마를 통해 실력을 양성한 후 이를 바탕으로 조국 독립운동에 헌신하라.'는 독립운동가 안창호(安昌浩)의 권유를 받고 학업에 충실하여 하바드 대학교, 남가주 대학교, 콜롬비아 대학교 등에서 수학하며 독립운동에 헌신할 역량을 쌓았다. 그리하여 1940년 12월 대한인국민회(大韓人國民會) 제5차 대표대회에 몬타나지방 대표로 참가하여 중앙상무위원회 선전위원에 선임되었다.
대한인국민회는 1909년 공립협회(共立協會)와 합성협회(合成協會)가 발전적으로 통합한 국민회(國民會)가 대동보국회(大同保國會)를 흡수 통합함으로써 탄생한 미주 한인사회의 대표적인 독립운동단체였다. 대한인국민회는 샌프란시스코에 본부를 두고 중앙총회 아래 북미 . 하와이 . 멕시코 . 시베리아 . 만주 등지에 지방 총회를 설치하였으며, 다시 지방총회 아래 116개의 지방회가 조직되어 있었다.
1941년 4월 하와이에서 개최된 해외한족대회에서 민족통일운동과 독립운동 강화라는 중대 임무를 띠고 재미한족연합위원회(在美韓族聯合委員會)가 결성되어 하와이 호놀룰루에 의사부(議事部), 미주 로스엔젤레스에 집행부를 두었다. 김용중은 동 위원회의 집행부 선전과장에 선임되어 대서방 외교활동을 책임지는 중책을 맡았다.
그는 워싱턴에 주재하던 대한민국 임시정부 주미외교위원부와 협조하며 태평양 전쟁 하에서 재미동포들의 신분보장과 미국 정부의 임시정부 승인을 위해 노력을 아끼지 않았다. 또한 1942년 2월에 개최된 한인자유대회를 준비하고 동 대회에서 단합하여 독립운동에 나설 것을 호소하는 등 활동하였다. 이어 3월에는 뉴욕에서 개최된 26개국 동맹원탁회의에 참가하여 한국 독립의 필요성을 역설하였다. 같은 해 9월 17일에는 할리우드에서 한국광복군 창설 2주기를 맞아 임시정부의 승인과 무기지원을 요청하는 내용의 라디오 방송을 하기도 하였다.
1943년 한국문제연구소를 창립하고 기관지로 『한국의 소리』를 간행하며 미국 정관계 및 국제기구의 요인들에게 한국의 실상과 독립의 필요성을 알리는데 힘을 쏟았다. 미국 전쟁공보국에서는 그에게 대한국인 방송을 요청하기도 하였다. 카이로 선언이 발표되자 미국의 대표적 신문인 「워싱턴포스트」지에 한국의 독립을 요구하는 글을 기고하였다.
한편 그는 1919년 이래 광복될 때까지 지속적으로 독립운동 자금을 헌납하기도 하였다. 광복 후에는 파리에서 개최된 유엔총회에 옵서버로 참가하기도 하였으며, 중립화 통일방안을 제시하는 등 한국의 분단을 해소하고 통일독립국가를 건설하기 위한 노력을 계속하였다.

## 사후
2000년에 대한민국 정부로부터 건국훈장 애족장을 수여받았다.